# 서동갑
서동갑(1975년 12월 20일~)은 대한민국의 배우로, 1994년에 연극 배우로 처음 데뷔하였다.

## 학력
- 한국예술종합학교 연극원 학사

## 출연작

### 영화
- 《꿈》 (2004년)
- 《만남의 광장》 (2007년)  - 잡배 2 역
- 《모퉁이의 남자》 (2008년)
- 《작은 연못》 (2010년) - 서씨 역
- 《위험한 상견례》 (2011년)
- 《개들의 전쟁》 (2012년) - 세일 역
- 《완전 소중한 사랑》 (2013년) - 세영 옛애인 역
- 《관능의 법칙》 (2014년) - 퍽치기 남 역
- 《특별수사: 사형수의 편지》 (2016년) - 비서 1 역
- 《왕을 참하라》 (2017년) - 노죽이 역
- 《석조저택 살인사건》 (2017년) - 부산호텔 취객 역
- 《로마서 8:37》 (2017년) - 강요섭 역
- 《얼굴없는 보스》 (2019년) - 조승현 역
- 《상주》 (2019년) - 남편 역
- 《강철비 2: 정상회담》 (2020년) - 비서실장 역
- 《교섭》 (2023년) - 미숙 남편 역

### 드라마
- 《안녕하세요 하느님》 (2006년, KBS2)
- 《특수수사일지: 1호관 사건》 (2006년, KBS2) - 기자 역
- 《천상여자》 (2014년, KBS2) - 강현수 역
- 《KBS 드라마 스페셜 - 추한 사랑》 (2014년, KBS2) - 이 차장 역
- 《송곳》 (2015년, JTBC)
- 《시그널》 (2016년, tvN) - 문 형사 역
- 《굿 와이프》 (2016년, tvN)
- 《이번 생은 처음이라》 (2017년, tvN)
- 《슈츠》 (2018년, KBS2)
- 《탁구공》 (2018년, JTBC) - 사업가 역
- 《본 대로 말하라》 (OCN, 2020년) - 도진철 역
- 《악의 마음을 읽는 자들》 (SBS, 2022년) - 김봉식 역
- 《소년심판》 (넷플릭스, 2022년) - 백하린의 아버지 역
- 《링크 : 먹고 사랑하라, 죽이게》 (2022년, tvN) - 이영훈 역
- 《이로운 사기》 (2023년, tvN) - 타짜 역
- 《정신병동에도 아침이 와요》 (2023년, Netflix) - 오리나의 남편 역